# NO.6
『NO.6』（ナンバー・シックス）は、あさのあつこによる日本の近未来SF、ディストピア小説。2003年から講談社YA!ENTERTAINMENTより刊行された。
2011年6月刊行の『NO.6 #9』で本編が、さらに後日談にあたる2012年11月刊行の外伝『NO.6 beyond』をもってシリーズは完結したとみなされていたが、2025年5月に『NO.6 再会 #1』が刊行され、続刊中（2025年7月現在）。
『#9』までは、台灣の皇冠文化出版有限公司から中国語（繁字体）版が刊行された。
コミカライズは、講談社『ARIA』にて、木乃ひのきによるコミカライズが2011年3月号から2014年1月号まで連載された。このコミカライズは、英語版
・フランス語版
・ドイツ語版
・ポルトガル語版も出版された。
2011年1月にテレビアニメ化が発表され、同年7月から9月まで放送された。

## あらすじ
2013年。理想都市『NO.6』に住む少年・紫苑は、9月7日が12回目の誕生日であった。だが、その日は同時に彼の運命を変える日でもあった。『矯正施設』から抜け出してきた謎の少年・ネズミと出会い、負傷していた彼を介抱した紫苑だが、それが治安局に露見し、NO.6の高級住宅街『クロノス』から準市民の居住地『ロストタウン』へと追いやられてしまう。
4年後、紫苑は奇怪な事件の犯人として連行されるところをネズミに救われ、彼と再会を果たす。NO.6を逃れ、様々な人々と出会う中で紫苑は、理想都市の裏側にある現実、『NO.6』の隠された本質とその秘密を知っていく…。

## 登場人物
声はテレビアニメ版の声優、演はミュージカル版の俳優。

### 主要キャラクター
紫苑（シオン）
声 - 梶裕貴 / 演 - 今牧輝琉
本作の主人公。16歳。誕生日は2001年9月7日。身長170センチメートル。体重54キログラム。血液型AB型。市民番号Qw-55142。
紫がかった黒い瞳を持つ。白髪や痣で怖がられることもあるが、よく見ると美しい顔立ち。
性格は、好奇心旺盛であり、自称人付き合いが苦手な神経質。ネズミにはお人よしで甘ちゃんと称される。周りの者から言わせれば「天然」らしい。また、恋愛にはかなり鈍感もしくは興味がないようで、10年以上も傍にいた幼馴染みの沙布のことを「友達として大切な人」としか思っていなかった。
2歳の時、NO.6の市の幼児検診で知能面で最高ランクと認定され、高級住宅街「クロノス」に住むことを許可される。そして、10歳までの間に一般教養と基礎知識を習得。その後は適性にあった専門分野に進み、12歳になり特別コースに入学が決定していた。専攻は生態学（医学）。しかし、突如現れたVC（凶悪犯罪を犯した者）の頃のネズミを匿い、逃がしたために特別待遇の全てを剥奪されてしまう。その4年後、とある理由からネズミと共に西ブロックへ逃走する。
西ブロックに移動直後、首に激痛と水ぶくれのようなものが発症。ネズミがすぐにそれを切開して処置したため一命は取り留めたものの、後遺症として髪の色素が抜け落ちたことによる白髪、左の足首から首までのほぼ全身に紅い蛇行跡が現れる（この蛇行跡は皮膚上だけのようで外見以外は変異したところはない）。その後は、ネズミの住居で彼と共に住むようになる。
また、この頃からイヌカシの犬を洗う仕事を手伝うようになる。
自分と違い強く美しいネズミに惹かれ、ストレートに想いをぶつけていく。ネズミが戦闘で危機的状況に陥るなどすると、一時的ではあるものの、いつもは見せないような戦闘能力を発揮する。普段は他者を気遣い、愚鈍で優しいところがあるが、ネズミが侮辱されたり傷ついたりすると我を忘れてしまう節がある。
ネズミが初めて彼に涙を見せた際、彼の胸に込みあがる想いは恋慕でも友情でもなく、ただ“愛しい”という感情のみだった。
NO.6崩壊後は「再建委員会」の最年少のメンバーとなった。
実はかなりの絡み酒で、ネズミとワインを飲んだ時は、ネズミのモノマネをしたり顔をくっつけたりと、ネズミを戸惑わせた。
ネズミ
声 - 細谷佳正、幼少期 - 西墻由香 / 演 - 古田一紀
謎の少年。本名不詳。16歳（アニメ第1話でネズミのVCとしての手配書が紫苑のブレスレットに届いた時点で12歳、また、1巻で「若いな」「同い年だろう」という会話から、紫苑と同い年）。身長178センチメートル。体重63キログラム。血液型O型。バイオレンス・チップ番号はVC-103221。
澄んだ灰色の瞳を持つ。また、美しい歌声と美貌をあわせ持ち、西ブロックで数少ない娯楽施設である劇場の舞台にも立つ。舞台に立つ時には「イヴ」という名を用いている。体力と頭脳に優れ、危険を察する野生の勘も良く、西ブロックでうまく生き抜いてきた。戦闘ではナイフを用いた接近戦が得意。いつも超繊維布を身につけている。
NO.6に対しては、幼いころにNO.6によって家族や仲間を殺されたことが原因で、深い憎悪と復讐心を持っている。背中には、そのとき負ったケロイドが残っている。12歳になった時に、深手を負った状態で紫苑の家に転がり込んだ。
「森の民」という部族の出身で、一族唯一の生き残りである。
性格は皮肉屋で冷静沈着。人をからかうのが好き。目的のためには、手段を選ばない。紫苑いわく、「気まぐれで神経質かと思えば、ずぼらでいいかげん」。本心をあまり表に出さないが、紫苑を前にすると直情的になってしまう。西ブロックで紫苑と同居するうち、守るべき対象だった紫苑の中にある芯の強さに惹かれていく。また同時に、次第に大きくなる紫苑の存在と、変わっていく自分の心に当惑する。
自分のために我を忘れた紫苑に対し、「紫苑は紫苑のままでいてほしい」と懇願した。
寝相が悪く、ベッドの中で紫苑を何度も蹴っ飛ばしたことがある。好物は、熱々のスープ。
彼の住居には、たくさんの本が山積みになっている。ちなみに彼の部屋の設定は捨てられた古い図書館で、本人はシェイクスピアの「マクベス」が好きらしい。
知性と感情を具えた子ネズミを3匹飼っている。それぞれ、名前は『クラバット（スイスの揚げ菓子であるクラバットとよく似た茶褐色だった為、命名）』『ツキヨ』『ハムレット』。情報伝達に活躍した。名付け親は紫苑。

### 西ブロック
イヌカシ
声 - 真堂圭 / 演 - 日暮誠志朗
西ブロックの住人。年齢、性別、本名不明。身長145センチメートル。体重38㎏。O型。紫苑やネズミよりは若い。性別もはっきりとは記されていないが、胸部に丸みがあるという表現がされていたり、紫苑がイヌカシの肩に手を当てた時に沙布と似ていると感じて驚いていたことから女性という説がある。小柄で背丈は紫苑の肩ほどしかない。髪は腰のあたりまであり、茶褐色の肌をしている。情報屋と犬貸しと矯正施設の物資流しを仕事にしている。赤ん坊の頃から犬に育てられ、そのためか犬の言葉、気持ちが理解できるらしい。人狩りの最中に紫苑が救出した赤ん坊を「シオン」と名付けて育てている。シオンから「ママ」と呼ばれている。
力河（リキガ）
声 - てらそままさき / 演 - 吉野圭吾
西ブロックの住人。アルコール中毒の元新聞記者。ネズミのことをイヴと呼ぶ。密かにNO.6の高官を相手に売春の斡旋をしている。
紫苑の母親・火藍とは彼女が学生だった頃の知り合いで、紫苑が彼女の息子であると知ると、以後、何かと紫苑のことを心配したり可愛がったりしている。
火藍に惹かれており、過去に告白したがふられた。

### NO.6
沙布（サフ）
声 - 安野希世乃 / 演 - 熊谷彩春
身長155センチメートル。体重45㎏。B型。誕生日は2001年6月12日。市民番号SSC-00124GJ
紫苑と同じく、2歳の検診時に知能面で最高ランクと認定され、10歳まで紫苑と共に学んだ幼馴染みの少女。両親を早くに亡くし、祖母と二人で高級住宅街「クロノス」で暮らしていた。専門は生理学（主に脳の機能など）で成績はオールAの優等生。特別コースの学生。
理知的で紫苑に非常に強い想いを寄せており、16歳で交換留学生として他の都市（アニメ版ではNO.5とされている）に赴いた。しかし、到着後すぐに祖母の訃報を聞き帰国。その後、ある目的のため矯正施設へ拉致され、脳のみの存在に成り果ててしまう。
ショートカットの髪に、華奢な顔や大きな目がよく似合っている。小柄だが力が強く、紫苑には「研究者より格闘家の方が向いている」とからかわれた。祖母に作ってもらったコートやマフラーを好んで身に付けている。
火藍（カラン）
声 - 佐久間レイ / 演 - 入絵加奈子
紫苑の母。女手一つで紫苑を育ててきた。紫苑がネズミを匿った事件の後に移ったロストタウンで、人気のパン屋を営んでいる。クロノスから、ロストタウンへと移ったことを苦とは感じていない。むしろ、管理されていた生活からの解放を喜んでいる。
紫苑が矯正施設へ連行されたことにショックを受け、息子の死を覚悟し追い詰められていたが、ネズミからの「再会を必ず」という短いメモを何度も思い出し、心の支えとしている。クロノスでの快適な生活を続けたせいで、少し太り気味だが、美しく、力河や楊眠を惹きつけている。
子供が好きで、店に来た子供にはよくおまけをする。
恋香（レンカ）
火藍より8歳年下の女性。翠風と結婚し莉莉をもうけるものの、翠風が不審死してしまう。月薬と再婚し、第2子を妊娠中。
月薬の不審な行動・大金に疑問を抱き、兄の楊眠の過激思想に恐怖する。
翠風（スイフウ）
莉莉の実の父親。真面目で寡黙な工事作業員。その性格を買われ政府の機密を扱い、その後、抹殺される（不審死で処理される）。
莉莉（リリ）
声 - 諸星すみれ
恋香と翠風の娘。火藍を慕い、火藍のパン屋によく来る常連。継父の月薬の不審な行動を察知し怯える。
楊眠（ヨウミン）
声 - 三木眞一郎 / 演 - 泰江和明
背が高く、白髪交じりの髪の毛をした中年の男性。恋香の兄。クロノスを除く、全エリアに食や季節の行事と言った娯楽全般の情報を流している。火藍にも取材を申し込んでいた。反体制派の妻と赤ん坊である子供が外出中に行方不明になり、そして、莉莉の父親の不自然な死以来、NO.6に対し疑問を抱き復讐の機会を耽々と狙っていた。
その後、同志と共にインターネットで住民がNO.6に反感を抱くようデマを流し、火藍の制止を振り切り治安局に押し掛けるよう仕向けた。ネズミの命を救った医師も同志である。アニメ版では、最終回の最後に車の中で寄生バチに殺され死亡。
月薬（ゲツヤク）
恋香と再婚した男性。継娘の莉莉を溺愛している。仕事は矯正施設のゴミ廃棄。イヌカシに物資を横流しして儲けている。
イヌカシに大金を握らされ、ネズミと紫苑の矯正施設潜入作戦に協力する形に。その後、逃げ遅れ、射殺される。
医師
ロストタウンの医者。紫苑の知人。火藍のパン屋に、昼食パンを買いに週1 - 2回来店する常連客。イヌカシ・力河・紫苑によって担ぎ込まれたネズミを治療する。父親代わりになって育てた歳の離れた弟がいたが、NO.6に矯正教育を受けさせられ精神崩壊して自殺。ショックで母親も死亡。家族をNO.6に奪われ、反体制派になる。病院地下には反体制派の拠点があり、楊眠も潜伏していた。
治安局の襲撃を受け死亡。未来を紫苑に託す。
富良（フラ）
声 - 星野貴紀
33歳。身長176センチメートル。体重64㎏。市民番号SSC-001258CK
中央管理局のエリート。家庭はエリートの妻と2歳の息子。空想癖がある。NO.6には無い、闇や雑踏に惹かれ、西ブロックにたびたび外出、力河が斡旋した売春婦を楽しんでいた。
矯正施設の情報を得るためにネズミに拷問を受け、そこから救ってくれた紫苑に内部情報を教える。
直後に西ブロック外出の記録改竄がばれ、矯正施設で寄生バチの実験台にされ死亡。
羅史（ラシ）
治安局のエリート。本職は軍事訓練教官。12歳の紫苑がネズミ逃亡幇助した時の取調官、16歳の紫苑が同僚殺人容疑者の時の護送官、矯正施設潜入時の警備官として3回、紫苑と遭遇している。紫苑によって銃殺された。
市長
NO.6の市長。最初の選挙以外は対抗馬ナシの当選が続いている。NO.6創生期の中枢メンバーの1人。フェネックと呼ばれる。NO.6崩壊の際、自殺した。
白衣の男
演 - 藤原祐規
NO.6創生期の中枢メンバーの1人。老からエリウリアスの情報を得て、エリウリアスの研究に携わるようになり矯正施設を建設。エリウリアス研究のために拉致した沙布を気に入り、マザーコンピューターとの融合手術を施す。富良を背信者として寄生バチの実験台にして処刑する。最期は寄生バチにより死亡。

### その他
サソリ
紫苑達が矯正施設内部で出会った男。ネズミと顔見知りである。5巻でネズミの首を絞め、激昂した紫苑に殺されかけた。溝ねずみを遣わしている。NO.6崩壊後は老の命により、地下から脱出し、森へと逃げ延びた。
老（ろう）
声 - 有本欽隆
ネズミの名付け親であり、教育を施す。12歳になったネズミを外の世界に出すため、ネズミを研究体としてNO.6に差し出した。ネズミには逃走用のナイフを授ける。ハチに寄生された影響で足が壊死し、切り落としたため、足がない。NO.6崩壊後も地下に残り、後に死去した。

## 作中用語

### NO.6
理想都市、聖都市とも呼ばれ、医療・教育などが発達している。NO.6内の環境は常に管理され、森林公園に生息する動植物は全て把握されている。NO.6の境界には壁が建てられ、完全に外部と隔離するようになっている。また、NO.6の外側は東西南北四つのブロックに分かれている。北ブロックには広葉樹林の森と山が広がり、完全保護地域に指定されており、南ブロックと東ブロックにはNO.6の住人に必要な食料の大半をまかなう農耕地と牧草地がある。西ブロックについては下記参照。
このNO.6をはじめとする理想都市は、世界に六つ点在するようだが、詳細は不明である。

### NO.6内の施設・機関
市庁舎（しちょうしゃ）
市の中央にある地下5階地上10階のドーム形の建物。その形から「月の雫」と呼ばれる。この市庁舎の周りには、市の1/6の面積を超える巨大な森林公園がある。
治安局
表向きは、市民の安全を守る警察的役割。実際は、NO.6反体制派の拘束・抹殺、エリウリアス研究用の人材拉致を行っていた。
保健衛生局
管轄施設は市立中央病院や公園管理事務所や老人施設「黄昏の家」。年に1回の定期検診、優秀児選抜の2歳児検診を実施している。
裏では老化の研究-エリウリアスの研究が行われ、矯正施設とつながっていた模様。NO.6中枢部が極秘裏に市民に寄生バチを検診時に植え付け、羽化の条件を研究していた。
市立中央病院
保健衛生局管轄の最高設備の病院。地下では死人の顔を安らかなモノに加工していた。エリウリアス研究のため、優秀な医師と看護師が矯正施設に異動となった。
黄昏の家
表向きはNO.6の最先端医療でも治療不可とされた老人に安らかな終末ケアを行う施設。
市への貢献度が高い者しか入れないが正確な入居条件は不明。
実際は、生産性の無い老人を安楽死させていた。
中央管理局
市庁舎にあるNO.6の中枢機関。市民の個人情報管理を行う。
クロノス
NO.6の東に位置する。2歳の時のNO.6の市の幼児検診で、知能面などで最高ランクと認定された者（いわゆるエリート）とその家族が住むことが出来る高級住宅街。住居には部屋の温度、湿度などの環境を一定に保つ環境管理システムが備わっている。また、クロノスに住む者は住居だけでなく、教育、医療も最高のものが受けられる。紫苑もまた、最高ランクに認定されたため、ネズミを逃がして居住権を剥奪されるまでここに住んでいた。
ロストタウン
NO.6の西に位置する。市内で最低の住宅地であり、クロノスとはまさに正反対。

### その他の用語
西ブロック
NO.6の外部。矯正施設が存在する特別警戒地域。作中で、NO.6の外部で人が暮らしていることが確認できる唯一の場所。No.6の外壁に沿うようにして建物が密集している。人が暮らしていると言うことだけあり、この西ブロックには、宿泊施設や飲食店が建ち並び、それなりの商業が成り立っている。しかし、その多くがバラックまたは老朽化した雑居ビルで、生活レベルはかなり低くロストタウンよりも低いといえる。また、警察のような治安する機関がなく、無法地帯と言える。
西ブロックの人がNO.6に入るには特別許可証明を持つか、事務所に申請し、許可されるのを待つしかない。申請し、受理されるまで早くても1ヶ月かかるらしく、入ることを許可されても滞在期間が制限され、かなり厳しい。
エリウリアス
声 - 大地真央
森の民の地に住んでいた、人間を遥かに凌駕する知性を持つ生命体。人間を宿主とし、宿主に全く気づかれないまま完璧にコントロールする高度な寄生生物。ハチの姿をしている。生態は不明。生き物の脳（特に人間の脳が最適）に宿る。森の民は「神」とあがめていた。エリウリアスの力を求め、NO.6による侵攻「マオの虐殺」が起こる。
矯正施設（きょうせいしせつ）
西ブロックから更に離れた僻地に存在する、NO.6で犯罪を犯した者を収容し、矯正する、いわば刑務所のような施設。
水が溜まったクレーターのような場所にあり、四方を壁で囲まれ、道路が一本だけ通っている。非常に巨大な建物で、直方体のブロックが不規則に合わさっている。
NO.6では裁判制度はなく、治安局による逮捕・拘束されると容疑確定となり、この施設に収監される。と言っても、NO.6の犯罪発生率は、ほぼ0%に近く、(一般的には、犯罪が少ないために裁判所は不要としていたが、治安局の権力を保つために建設しなかったとされる)収監されている者のほとんどは西ブロックの人のようである。収監される時には、逃走されたときのため、体内にVC(Violence-Chip)を埋め込まれる。矯正期間は、年齢・犯罪歴・罪の凶悪度により変わり、1年 - 無期。
実際には施設内でエリウリアスの管理と研究が行われている。エリウリアスの研究に人間の脳が必要なため、犯罪者以外にも、人狩りで回収した人間や沙布といったNO.6内で拉致した人間も収容されている。人狩りによって拉致された人々は護送に使われるトラックからゴミのように下へ落とされ、最終的に生存した人間をエリウリアスの研究に使用している。
寄生バチ（きせいバチ）
紫苑に激痛をもたらし、皮膚や髪に後遺症を残したとされる黒いハチ。エリウリアスの子ども。エリウリアス研究のため、NO.6が秘密裏に定期検診で市民にうえつけていた模様。不完全羽化だった紫苑の場合、首筋の水ぶくれの中からサナギが採取され、白髪化と赤い蛇跡がおきた。同じく不完全羽化の老は両足を失った。完全羽化すると寄生された人間は死亡する。
マオの虐殺（マオのぎゃくさつ）
12年前に紫苑の住んでいたNO.6が拡張していく過程で起きた事件。老がエリウリアスの存在をNO.6中枢に報告したため、その力を欲したNO.6がネズミの住んでいた森に侵攻。焼き払われる。この事件によりネズミの家族は全員死亡。森の民の婆とネズミのみが生き残る。ネズミの背中にケロイドができたのはこの時である。ちなみに、マオとは森の民の住む湖畔のあたりを指す言葉。現在、この湖は埋め立てられて空港になっている。
文庫本の地図では北のゲートの付近に滑走路のような筋があり、このあたりと思われる。

## 制作背景
著者は2001年にアメリカで発生した「アメリカ同時多発テロ事件」をテレビで見たことから着想を得ており、「国家に対して個人は何ができるのか」「どう立ち向かっていけばよいのか」をテーマにして本作の執筆に取りかかった。

## 既刊一覧

### 小説

#### 単行本
- あさのあつこ 『NO.6』 講談社〈YA!ENTERTAINMENT〉、全9巻
  1. 2003年10月10日初版発行、ISBN 4-06-212065-8
  2. 2004年2月10日初版発行、ISBN 4-06-212229-4
  3. 2004年10月8日初版発行、ISBN 4-06-212585-4
  4. 2005年8月22日初版発行、ISBN 4-06-269358-5
  5. 2006年9月11日初版発行、ISBN 4-06-269371-2
  6. 2007年9月21日初版発行、ISBN 978-4-06-269384-4
  7. 2008年10月10日初版発行、ISBN 978-4-06-269397-4
  8. 2009年7月21日初版発行、ISBN 978-4-06-269421-6
  9. 2011年6月14日初版発行、ISBN 978-4-06-269443-8
- あさのあつこ 『NO.6 beyond』 講談社〈YA!ENTERTAINMENT〉、2012年11月21日、ISBN 978-4-06-269463-6
- あさのあつこ 『NO.6 再会』 講談社
  1. 2025年5月28日初版発行、ISBN 9784065389874

#### 文庫版
- あさのあつこ 『NO.6』 講談社〈講談社文庫〉、全9巻
  1. 2006年10月13日初版発行、ISBN 978-4-06-275523-8
  2. 2007年2月15日初版発行、ISBN 978-4-06-275635-8
  3. 2007年8月10日初版発行、ISBN 978-4-06-275801-7
  4. 2008年8月12日初版発行、ISBN 978-4-06-276120-8
  5. 2009年8月12日初版発行、ISBN 978-4-06-276429-2
  6. 2011年6月15日初版発行、ISBN 978-4-06-276998-3
  7. 2012年7月13日初版発行、ISBN 978-4-06-277320-1
  8. 2013年7月12日初版発行、ISBN 978-4-06-277605-9
  9. 2014年7月11日初版発行、ISBN 978-4-06-277892-3

### 漫画
- あさのあつこ（原作）・木乃ひのき（作画） 『NO.6』 講談社〈KCx ARIA〉 全9巻
  1. 2011年6月7日発売、ISBN 978-4-06-380518-5
  2. 2011年9月7日発売、ISBN 978-4-06-380533-8
  3. 2012年1月6日発売、ISBN 978-4-06-380556-7
    - 「ブックレット付き特装版」同日発売、ISBN 978-4-06-362205-8

  4. 2012年6月7日発売、ISBN 978-4-06-380575-8
    - 「ドラマCD・ブックレット付き特装版」、ISBN 978-4-06-358399-1

  5. 2012年10月5日発売、ISBN 978-4-06-380593-2
    - 「ブックレット付き特装版」同日発売、ISBN 978-4-06-362233-1

  6. 2013年3月7日発売、ISBN 978-4-06-380617-5
    - 「CD付き特装版」、ISBN 978-4-06-358441-7

  7. 2013年8月7日発売、ISBN 978-4-06-380642-7
    - 「ブックレット付き特装版」同日発売、ISBN 978-4-06-362254-6

  8. 2013年12月6日発売、ISBN 978-4-06-380660-1
    - 「ブックレット付き特装版」同日発売、ISBN 978-4-06-362265-2

  9. 2014年3月7日発売、ISBN 978-4-06-380680-9
    - 「CD付き特装版」、ISBN 978-4-06-358496-7

### 関連書籍
- 『NO.6完全ガイド』2011年6月14日発売、ISBN 978-4-06-269446-9

## テレビアニメ
2011年7月7日から同年9月15日まで、フジテレビ「ノイタミナ」枠ほかにて放送された。

### スタッフ
- 原作 - あさのあつこ（YA!ENTERTAINMENT/講談社）[8]
- 監督 - 長崎健司[8]
- シリーズ構成 - 水上清資[8]
- キャラクター原案・コンセプトデザイン - toi8[8]
- キャラクターデザイン・総作画監督 - 石野聡
- 色彩設計 - 菊地和子
- 美術デザイン - 金平和茂
- 美術監督 - 川本亜夕
- 撮影監督 - 福田光
- 編集 - 定松剛
- 音楽 - 鈴木慶一[8]
- 音響監督 - 三間雅文
- 音楽プロデューサー - 佐野弘明
- チーフプロデューサー - 山本幸治
- プロデューサー - 米内則智、黒須礼央、松下卓也、竹枝義典
- アニメーション制作 - ボンズ[8]
- 制作 - 「NO.6」製作委員会[8]（アニプレックス、講談社、フジテレビジョン、電通、ボンズ）

### 主題歌
オープニングテーマ「Spell」
作詞・作曲・歌 - LAMA
エンディングテーマ「六等星の夜」
作詞 - aimerrhythm / 作曲・編曲 - 飛内将大 / 歌 - Aimer
挿入歌
「風のレクイエム」
作詞 - あさのあつこ / 作曲 - 鈴木慶一 / 歌 - 大地真央（第5・8・10話）、安野希世乃（第11話）
「ブナの森で」（第9話）
作詞 - あさのあつこ / 作曲 - 鈴木慶一 / 歌 - 細谷佳正

### 各話リスト
| 話数 | サブタイトル             | 脚本       | 絵コンテ          | 演出     | 作画監督                              | 放送日        |
| ---- | ------------------------ | ---------- | ----------------- | -------- | ------------------------------------- | ------------- |
| #1   | びしょぬれネズミ         | 水上清資   | 長崎健司          | 清水久敏 | 菅野宏紀                              | 2011年7月7日  |
| #2   | 光をまとう街             | 水上清資   | 長崎健司          | 佐藤育郎 | 石野聡 竹知仁美（原画作監）           | 2011年7月14日 |
| #3   | 生と死と                 | 水上清資   | 長崎健司          | 石田暢   | 大貫健一 塚本知代美                   | 2011年7月21日 |
| #4   | 魔と聖                   | 水上清資   | タムラコータロー  | 佐藤清光 | 小田武士 高橋優也                     | 2011年7月28日 |
| #5   | 冥府の天使               | 水上清資   | 寺岡厳            | 宮下新平 | 菅野宏紀 佐古宗一郎                   | 2011年8月4日  |
| #6   | 密やかな危機             | 大野木寛   | 増井壮一          | 佐藤育郎 | 大城勝 松田剛吏                       | 2011年8月11日 |
| #7   | 真実の嘘・虚構の真実     | 伊藤美智子 | 岡田健            | 清水久敏 | 大貫健一 塚本知代美                   | 2011年8月18日 |
| #8   | そのわけは…              | 水上清資   | 増井壮一          | 布施康之 | 高橋優也                              | 2011年8月25日 |
| #9   | 災厄の舞台               | 大野木寛   | 宮下新平 長崎健司 | 宮下新平 | 佐古宗一郎 菅野宏紀                   | 2011年9月1日  |
| #10  | 奈落にあるもの           | 伊藤美智子 | 寺岡巌            | 佐藤育郎 | 大貫健一 大城勝 松田剛史              | 2011年9月8日  |
| #11  | 伝えてくれ、ありのままを | 水上清資   | 寺岡巌 長崎健司   | 長崎健司 | 石野聡 塚本知代美 菅野宏紀 佐古宗一郎 | 2011年9月15日 |

### 放送局
| 放送地域   | 放送局           | 放送期間                      | 放送日時                | 放送系列       | 備考                             |
| ---------- | ---------------- | ----------------------------- | ----------------------- | -------------- | -------------------------------- |
| 関東広域圏 | フジテレビ       | 2011年07月07日 – 09月15日     | 木曜 25:15 – 25:45      | フジテレビ系列 | 製作委員会参加 ノイタミナ枠第2部 |
| 近畿広域圏 | 関西テレビ       | 2011年07月12日 – 09月20日     | 火曜 26:28 – 26:58      | フジテレビ系列 | アニメわ〜く!第2部               |
| 中京広域圏 | 東海テレビ       | 2011年07月14日 – 09月22日     | 木曜 26:35 – 27:05      | フジテレビ系列 |                                  |
| 山形県     | さくらんぼテレビ | 2011年07月16日 – 09月24日     | 土曜 25:05 – 25:35      | フジテレビ系列 |                                  |
| 日本全域   | BSフジ           | 2011年08月06日 – 10月22日     | 土曜 26:00 – 26:30      | BSデジタル放送 | ノイタミナ枠第2部                |
| 日本全域   | フジテレビNEXT   | 2012年11月29日 – 12月6日      | 月曜 – 金曜 7:00 – 8:00 | CS放送         | 2話連続放送                      |
| 日本全域   | アニマックス     | 2014年11月24日 - 2015年2月9日 | 月曜 22:00 - 22:30      | CS放送         | リピート放送あり                 |

### Blu-ray Disc・DVD
2011年9月21日から2012年2月22日までの間に順次発売された。
Blu-ray Disc、DVDの完全生産限定版の全巻共通の封入特典としてドラマCD、toi8描き下ろし三方背BOX、石野聡描き下ろしデジケース、特製ブックレット、ピンナップが封入されている。音声特典としてキャストによるオーディオコメンタリーが収録されている。第1巻には映像特典としてノンクレジットOP・ED、トレーラー（1、2、紫苑編、ネズミ編）、第3巻、第4巻には裏予告が収録された。

#### リリース一覧
| 巻数 | 発売日         | 収録話    | コメンタリーゲスト                 | 規格品番  | 規格品番  | 規格品番  |
| 巻数 | 発売日         | 収録話    | コメンタリーゲスト                 | BD        | DVD限定版 | DVD通常版 |
| ---- | -------------- | --------- | ---------------------------------- | --------- | --------- | --------- |
| 1    | 2011年09月21日 | 第01–01話 | 梶裕貴、細谷佳正                   | ANZX-6661 | ANZB-6661 | ANSB-6661 |
| 2    | 2011年10月26日 | 第02–03話 | 梶裕貴、細谷佳正、安野希世乃       | ANZX-6663 | ANZB-6663 | ANSB-6663 |
| 3    | 2011年11月23日 | 第04–05話 | 梶裕貴、細谷佳正、真堂圭           | ANZX-6665 | ANZB-6665 | ANSB-6665 |
| 4    | 2011年12月21日 | 第06–07話 | 梶裕貴、細谷佳正、プロデューサー   | ANZX-6667 | ANZB-6667 | ANSB-6667 |
| 5    | 2012年01月25日 | 第08–09話 | 梶裕貴、細谷佳正、てらそままさき   | ANZX-6669 | ANZB-6669 | ANSB-6669 |
| 6    | 2012年02月22日 | 第10–11話 | 梶裕貴、細谷佳正、長崎健司、石野聡 | ANZX-6671 | ANZB-6671 | ANSB-6671 |

## WEBラジオ
- タイトル - ディストピアラジオNO.6
- パーソナリティ - 梶裕貴（紫苑 役）、細谷佳正（ネズミ 役）
- 配信サイト - 音泉（隔週木曜日配信）
- 配信日 - 2011年6月23日 - 2012年2月16日

## ミュージカル
2024年11月8日から17日まで天王洲 銀河劇場、11月22日から24日まで梅田芸術劇場 シアター・ドラマシティにて上演。

### スタッフ（ミュージカル）
- 原作：あさのあつこ「NO.6」（講談社）
- 脚本・演出・音楽：浅井さやか
- ステージング・振付：當間里美